# ميرونثيو
بلدية ميرونثيو (بالإسبانية: Mironcillo) هي بلدية تقع في مقاطعة آبلة التابعة لمنطقة قشتالة وليون وسط إسبانيا.

## الديموغرافيا
بلغ عدد سكان بلدية ميرونثيو 109 نسمة عام 2011 (وفقاً للمعهد الوطني للإحصاء الإسباني).
| 135 | 135 | 133 | 133 | 117 | 119 | 109 |